# RadioGatún
RadioGatún è una funzione di hash crittografica creata da Guido Bertoni, Joan Daemen, Michaël Peeters e Gilles Van Assche. Fu presentata al pubblico per la prima volta al NIST Second Cryptographic Hash Workshop a Santa Barbara, California, il 24-25 agosto 2006, come parte della Competizione NIST delle funzioni hash.
Sebbene RadioGatún sia un derivato di Panama, un cifrario a flusso e struttura hash degli anni 1990, in seguito decifrata, non ha le sue stesse debolezze quando viene usata come funzione hash.
RadioGatún è attualmente una famiglia di 64 differenti funzioni hash, distinte da un singolo parametro: la larghezza della parola in bit (w), regolabile da 1 a 64. L'algoritmo usa 58 parole, ognuna della lunghezza w, per memorizzare il suo stato interno. Quindi, per esempio, la versione 32-bit ha bisogno di 232 byte per memorizzare lo stato, mentre la versione 64-bit di 464 byte.
RadioGatún può essere usato sia come funzione hash, sia come cifrario a flusso; può dare in output un lungo flusso arbitrario di numeri pseudo-casuali; questo tipo di struttura hash è ora conosciuta come un "Extendable-Output Function" (XOF).
Lo stesso team che ha sviluppato l'algoritmo ha continuato a fare considerevoli revisioni a questa funzione di hash, conducendosi all'algoritmo Keccak SHA-3.

## Robustezza
Nel documento originale di RadioGatún, gli sviluppatori affermarono che i primi 19 × w bit (dove w è la lunghezza della parola usata) dell'output fossero una funzione hash "crittograficamente sicura". In altre parole, affermarono che i primi 608 bit della versione 32-bit e i primi 1216 bit della versione 64-bit potevano essere usati come valore hash.
Considerando l'attacco del compleanno, questo significa che per una data lunghezza w, l'algoritmo è progettato per non avere un attacco con complessità inferiore a 29.5w. Questo corrisponde a 2304 (32-bit) e 2608 (64-bit).
Fin dalla pubblicazione del documento, gli sviluppatori rividero la loro pretesa sulla sicurezza e ora affermano che 
RadioGatún ha la sicurezza di una funzione spugna con una capacità di 19w. Ciò significa che la versione a 32-bit dell'algoritmo può essere usata per creare hash con 304 bit di sicurezza e la versione 64-bit per crearne 608.

## Criptoanalisi
Nel documento "Two attacks on RadioGatún", Dmitry Khovratovich e Alex Biryukov presentano due attacchi che non riescono a rompere la sicurezza dichiarata dagli sviluppatori, uno con complessità di 218w e un altro di 223.1w. Khovratovich fu anche l'autore di "Cryptanalysis of hash functions with structures", che descrive un attacco con complessità 218w.
Nel documento "Analysis of the Collision Resistance of RadioGatún using Algebraic Techniques", Charles Bouillaguet e Pierre-Alain Fouque presentano un modo di generare collisioni con la versione 1-bit dell'algoritmo, usando un attacco che necessita di 224.5 operazioni. L'attacco non può essere esteso alle versioni più grandi fino a che "tutte le possibili piste che conoscevamo per la versione 1-bit non si siano rivelate impossibili da estendere alle versioni n-bit". Questo attacco è meno efficace di altri attacchi, oltre a non rompere la sicurezza dichiarata di RadioGatún.
L'attacco che si è rivelato più efficace contro RadioGatún aveva una complessità di 211w ed è presente nel documento "Cryptanalysis of RadioGatun" di Thomas Fuhr and Thomas Peyrin. Sebbene fosse l'attacco più efficace, questo non è comunque riuscito a scalfire la sicurezza.
Gli sviluppatori di RadioGatún hanno dichiarato che i loro "personali esperimenti non ispirano confidenza in RadioGatún".

## Esempi
Le uniche versioni che supportano vettori di test sono quelle a 32-bit e a 64-bit.
Questi vettori di test mostrano solamente i primi 256 bit dell'output del lungo flusso di uscita di RadioGatún:
```
RadioGatun[32]("") =
F30028B54AFAB6B3E55355D277711109A19BEDA7091067E9A492FB5ED9F20117
```

```
RadioGatun[32]("The quick brown fox jumps over the lazy 
d
og") = 
191589005FEC1F2A248F96A16E9553BF38D0AEE1648FFA036655CE29C2E229AE
```

```
RadioGatun[32]("The quick brown fox jumps over the lazy 
c
og") = 
EBDC1C8DCD54DEB47EEEFC33CA0809AD23CD9FFC0B5254BE0FDABB713477F2BD
```

E gli hash in versione 64-bit:
```
RadioGatun[64]("") =
64A9A7FA139905B57BDAB35D33AA216370D5EAE13E77BFCDD85513408311A584
```

```
RadioGatun[64]("The quick brown fox jumps over the lazy 
d
og") = 
6219FB8DAD92EBE5B2F7D18318F8DA13CECBF13289D79F5ABF4D253C6904C807
```

```
RadioGatun[64]("The quick brown fox jumps over the lazy 
c
og") = 
C06265CAC961EA74912695EBF20F1C256A338BC0E980853A3EEF188D4B06FCE5
```